# Sascha Lewandowski
Sascha Lewandowski (Dortmund, 5 de outubro de 1971 — Bochum, 8 de junho de 2016) foi um treinador de futebol alemão.
Como jogador, teve uma carreira totalmente inexpressiva, jogando apenas pelo VfR Sölde, onde atuou até 1994, quando abandonou os gramados. Antes mesmo de se aposentar, já trabalhava como técnico nas categorias de base do Eintracht Dortmund, onde ele havia jogado ainda na infância.
Seu primeiro trabalho oficial como técnico foi no time reserva do VfL Bochum, em 2006. No ano seguinte, foi para o Bayer Leverkusen treinar a equipe Sub-19, onde permaneceria até 2012, quando foi efetivado como técnico do time principal, tendo a seu lado o ex-zagueiro finlandês Sami Hyypiä. O ex-jogador do Liverpool viria, posteriormente, a comandar o Leverkusen na temporada 2013-14, mas não durou muito tempo na função, dando lugar novamente a Lewandowski, que comandaria os Aspirinas por 5 jogos em 2014.
Após um ano parado, Lewandowski assinou com o Union Berlim em setembro de 2015, de onde saiu em março de 2016, afetado pela "Síndrome do Esgotamento", também conhecida por Burnout.
O técnico veio a falecer aos 44 anos em sua casa, na cidade de Bochum. Há a suspeita de que ele tenha se suicidado.